# 欧内斯特·查普曼
欧内斯特·查普曼（英語：Ernest Chapman，1926年4月11日—2013年3月21日），澳大利亚男子赛艇运动员。他曾代表澳大利亚参加1952年夏季奥林匹克运动会赛艇比赛，获得男子八人单桨有舵手铜牌。